# 8952 ODAS
8952 ODAS este un asteroid din centura principală de asteroizi.

## Descriere
8952 ODAS este un asteroid din centura principală de asteroizi. A fost descoperit pe 2 martie 1998 la Caussols, în cadrul proiectului ODAS. Asteroidul prezintă o orbită caracterizată de o semiaxă mare de 2,59 ua, o excentricitate de 0,06 și o înclinație de 2,2° în raport cu ecliptica.